# Ахмадзай, Мирвэ
Мирвэ́ Ахмадза́й (фр. Mirwais Ahmadzaï; род. 23 октября 1960, Лозанна, Швейцария) — музыкант афгано-итальянского происхождения, более известный массовому слушателю под именем Мирвэ (фр. Mirwais).
Музыкальную карьеру Мирвэ начал ещё 1978 году, став гитаристом французской группы «Taxi Girl», в которой он проработал до 1986 года под псевдонимом Мирвэ Стасс (фр. Mirwais Stass). Позднее им было выпущено два альбома под собственным именем, однако настоящий успех Мирвэ обеспечило сотрудничество с американской певицей Мадонной, в записи пяти альбомов которой Мирвэ принял участие как музыкальный продюсер, а также как соавтор музыки и текстов.
О совместной работе с музыкантом года Мадонна заявила журналу «Billboard» (5 августа 2000):
Я действительно считаю, что этот человек — гений. Слушая его работы, я полагаю, что это будущее звука.

## Дискография

### Альбомы
- «Mirwais», 1990,
- «Production», впервые издан в 1999

### Синглы
- «Cellophane», 1991,
- «Disco Science», впервые издан в 1999,
- «Naive Song», впервые издан в 2000,
- «I Can’t Wait», впервые издан в 2001,
- «Miss You», 2002

## Совместные работы с Мадонной
Мирвэ принял участие в записи пяти альбомов Мадонны:
- «Music», выпущенный в 2000 году, на котором Мирвэ выступил как основной продюсер, а также соавтор композиций «Music», «Impressive Instant», «I Deserve It», «Nobody’s Perfect», «Don’t Tell Me» и «Paradise (Not for Me)».
- «Greatest Hits Volume 2», выпущенный в 2001 году, на котором Мирвэ выступил одним из продюсеров и соавтором песен «Music», «Don’t Tell Me».
- «American Life», выпущенный в 2003 году, альбом, который можно назвать апофеозом совместного творчества Мадонны и Мирвэ. Мирвэ выступил основным продюсером альбома, а также соавтором большинства композиций, а именно: «American Life», «Hollywood», «I’m So Stupid», «Love Profusion», «Nobody Knows Me», «Intervention», «Mother and Father» и «Die Another Day» — песни, ставшей заглавной для саундтрека к киноленте 2002 года «Умри, но не сейчас».
- «Remixed & Revisited», выпущенный в 2003 году, нак котором Мирвэ является одним из продюсеров и соавтором композиций «Love Profusion (Headcleanr Rock Mix)», «Nobody Knows Me (Mount Sims Old School Mix)», «American Life (Headcleanr Rock Mix)», «Like A Virgin/Hollywood Medley», «Into The Hollywood Groove (The Passengerz Mix)».
- «Confessions on a Dance Floor», выпущенный в 2005 году, на котором Мирвэ является одним из продюсеров, а также соавтором композиций «Future Lovers», «Let It Will Be», «Fighting Spirit» и «Super Pop».